# Песма малог пута
Песма малог пута (бенг. পথের পাঁচালী) је индијски драмски филм из 1955. године, режисера и сценаристе Сатјађита Раја, заснован на истоименом роману који је написао Бибутибушан Бандјопадјај. Главне улоге тумаче Субир Банерџи, Кану Банерџи, Каруна Банерџи, Ума Дасгупта, Чунибала Деви и Тулси Чакраборти. Прво је остварење у Трилогији о Апуу и прати детињство главног јунака Апуа и његове старије сестре Дурге, као и тежак сеоски живот њихове сиромашне породице.
Филм је сниман углавном на локацији, имао је ограничен буџет, глумачку поставу су углавном чинили глумци аматери, а снимила га је неискусна екипа. Недостатак средстава довео је до честих прекида продукције који су трајали скоро три године. Ситариста Рави Шанкар компоновао је музику за филм користећи класичне индијске раге. Субрата Митра је био директор фотографије, док је за монтажу био задужен Дулал Дата. Након премијере 3. маја 1955. током изложбе у њујоршком Музеју модерне уметности, филм је исте године објављен у Калкути на одушевљење публике и критичара. Посебној пројекцији присуствовали су главни министар Западног Бенгала и премијер Индије.
Критичари су похвалили реализам филма, хуманост и емотивне сцене, док су други критиковали спори темпо, а неки су га осудили због романтизирања сиромаштва. Стручњаци су истакли лирски квалитет и реализам филма (под утицајем италијанског неореализма), приказ сиромаштва и малих ужитака свакодневног живота, уз коришћење онога што је аутор Даријус Купер назвао „епифанијом чуда”, између осталог.
Причу о Апуу су наставила два накнадна остварења у Рајовој трилогији: Непокорени (1956) и Апуов свет (1959). Песма малог пута је описана као прекретница у индијској кинематографији, јер је била међу првим филмовима покрета Новог индијског филма, који је заступао аутентичност и социјални реализам. Био је први је филм из независне Индије који је привукао велику пажњу међународне критике, освојио је индијску Националну филмску награду за најбољи играни филм 1955. године, награду за најбољи људски приказ на Филмском фестивалу у Кану 1956. и неколико других награда, чиме је Рај постао један од најпознатијих редитеља у земљи. Често се налази на листама најбољих филмова икада снимљених.

## Радња
Године 1910. у Нишчиндипуру, у руралном Бенгалу, Харихар Рој оскудно зарађује за живот као пуџари (свештеник), али сања о бољем животу песника и драмског писца. Његова супруга Сарбаџаја брине о њиховој деци, Дурги и Апуу, и Харихаровој старијој рођаки, Индир Такрун. Због њихових ограничених средстава, Сарбаџаја негодује што мора да дели свој дом са старом Индир, који често краде храну из њихове већ оскудне кухиње. Дурга воли Индир и често јој даје воће украдено из воћњака богатог суседа. Једног дана, суседова жена оптужује Дургу да је украла огрлицу од перли (што Дурга пориче) и криви Сарбаџају што је подстакла ћеркину склоност крађи.
Као старија сестра, Дурга се брине о Апуу са мајчинском љубављу, али не штеди прилику да га задиркује. Заједно деле једноставне животне радости: мирно седе под дрветом, гледају покретне слике путујућег биоскопа, трче за продавцем слаткиша у пролазу и гледају џатру (народно позориште) коју изводи глумачка трупа. Сваке вечери их одушевљава звук звиждука далеког воза.
Сарбаџаја је све више огорчена на Индир и постаје све отвореније непријатељски расположена, што доводи до тога да се Индир привремено склони у дом другог рођака. Једног дана, док Дурга и Апу трче да виде воз, Индир — која се не осећа добро — враћа се кући, а деца откривају да је преминула по њиховом повратку.
Пошто у селу има све мање изгледа за успех, Харихар путује у град да потражи бољи посао. Обећава да ће се вратити са новцем за поправак њихове трошне куће, али се задржава дуже него што је обећао. Током његовог одсуства, породица тоне све дубље у сиромаштво, а Сарбаџаја постаје све очајнија и забринутија. Једног дана током сезоне монсуна, Дурга се игра на пљуску, прехлади се и добија високу температуру. Њено стање се погоршава док киша и ветар са грмљавином погађају кућу која се распада, а она умире следећег јутра.
Харихар се враћа кући и почиње да показује Сарбаџаји робу коју је донео из града. Тиха Сарбаџаја се ломи крај ногу свог мужа, а Харихар плаче од туге када открије да је Дурга умрла. Породица одлучује да напусти свој вековни дом и оде у Бенарес. Док се пакују, Апу проналази огрлицу за коју је Дурга раније порицала да ју је украла; баца је у бару. Апу и његови родитељи напуштају село на воловским запрегама, док змија гмиже у њихову сада напуштену кућу.

## Улоге
| Глумац           | Улога            |
| ---------------- | ---------------- |
| Кану Банерџи     | Харихар Рој      |
| Каруна Банерџи   | Сарбаџаја Рој    |
| Субир Банерџи    | Апурба „Апу” Рој |
| Рунки Банерџи    | Дурга Рој        |
| Чунибала Деви    | Индир Такрун     |
| Тулси Чакраборти | Прасана          |
| Харен Банерџи    | Чинибас          |